# Сетубал, Паулу
Пау́лу ди Оливе́йра Ле́йте Сету́бал (порт.-браз. Paulo de Oliveira Leite Setúbal; 1 января 1893, Татуи — 4 мая 1937, Сан-Паулу) — бразильский писатель, государственный деятель, лингвист и журналист.

## Биография
Родился в городе Татуи. С отличием окончил Университет права Сан-Паулу, получив степень бакалавра права в 1914 году. В 1920 году начал публикации своих стихов в газете «La Tarda». Между 1925 и 1935 опубликовал ряд исторических романов, в том числе «Маркиза Сантос», «принц Нассау» и «флаг Фернау Диас». В 1926 году он работал в качестве соавтора газеты «Эстаду ди Сан Паула». Был женат на Франсиске ди Соуза Аранья, дочери именитого бразильского адвоката, политика и банкира Олаву Эжидиу ди Соуза Аранья (порт. Olavo Egídio de Sousa Aranha).
В своих стихах и поэмах Сетубал описывает жизнь простых бразильских крестьян из Сан-Паулу, людей, вынужденных выживать в непростых обстоятельствах.
В период с 1928 по 1930 года был депутатом бразильского законодательного собрания, но вскоре ушёл из политики из-за тяжёлого заболевания туберкулезом.
В последующие годы опубликовал несколько сборников рассказов, эссе и мемуары. В 1934 году Сетубал был избран членом Бразильской академии литературы (порт. Academia Brasileira de Letras).